# Medaglia per il ritorno della Crimea
La medaglia per il ritorno della Crimea (in russo медаль «За возвращение Крыма»?, medal' «Za vozvraščenie Kryma») è un'onorificenza russa.